# Astroma fastigiatum
Astroma fastigiatum är en insektsart som först beskrevs av Cândido Firmino de Mello-Leitão 1939. 
Astroma fastigiatum ingår i släktet Astroma och familjen Proscopiidae. Inga underarter finns listade i Catalogue of Life.